# Acacia oldfieldii
Acacia oldfieldii är en ärtväxtart som beskrevs av Ferdinand von Mueller. Acacia oldfieldii ingår i släktet akacior, och familjen ärtväxter. Inga underarter finns listade i Catalogue of Life.